# کوه بایا
کوه بایا (به لاتین: Mount Baya) یک کوه در فیلیپین است که در ناحیه خودمختار مسلمانان میندانائو واقع شده‌است. کوه بایا ۱٬۴۸۴ متر بالاتر از سطح دریا واقع شده‌است.